# ベルリン-ドレスデン線
ベルリン-ドレスデン線 （ベルリン-ドレスデンせん、ドイツ語: Bahnstrecke Berlin–Dresden）とは、ドイツ連邦共和国の首都ベルリンのベルリン・ヨークシュトラーセ駅からブランデンブルク州を経てザクセン州ドレスデンのドレスデン中央駅に至る全長174.2kmのドイツ鉄道の路線である。

## 概要
全線が電化されており、リヒテンラーデ駅 - ブランケンフェルデ駅間は単線であるが、他の区間は複線化されている。また、ズュートクロイツ駅 - ブランケンフェルデ駅間はベルリンSバーンS2号線と線路を共用しているが、電化方式の関係で長距離旅客列車は乗り入れ不可である。南北長距離線のベルリン中央駅方面からの長距離列車は当区間においてベルリン-ハレ線およびベルリン外環状線を経由する迂回経路で運行される。

## 歴史

### 第二次世界大戦まで
ベルリン - ドレスデン間を鉄道は1837年から1848年にかけて開通したユーターボーク–レーデラウ線とライプツィヒ–ドレスデン線が始まりである。
1872年にベルリン・ドレスデン鉄道株式会社が設立され、1875年6月17日にエルスターヴェルダ経由でベルリン - ドレスデン間を結ぶベルリン-ドレスデン線が開通した。旧来の路線より総延長は12km短縮された。第二次世界大戦終了まではベルリン - ドレスデン間の鉄道は上記の2ルートが併存することになる。なお、1877年10月1日にはプロイセン邦有鉄道に移管された。
1887年1月24日にはザクセン王国とプロイセン王国の間で条約が結ばれ、ザクセン領内の区間も1887年4月1日以降はプロイセンの所有に、エルスターヴェルダ - ドレスデン間は1888年4月1日にザクセン王国に再売却されることが決定し、王立ザクセン邦有鉄道の一部となった。

ドレスデンに存在した開業当初のベルリン駅

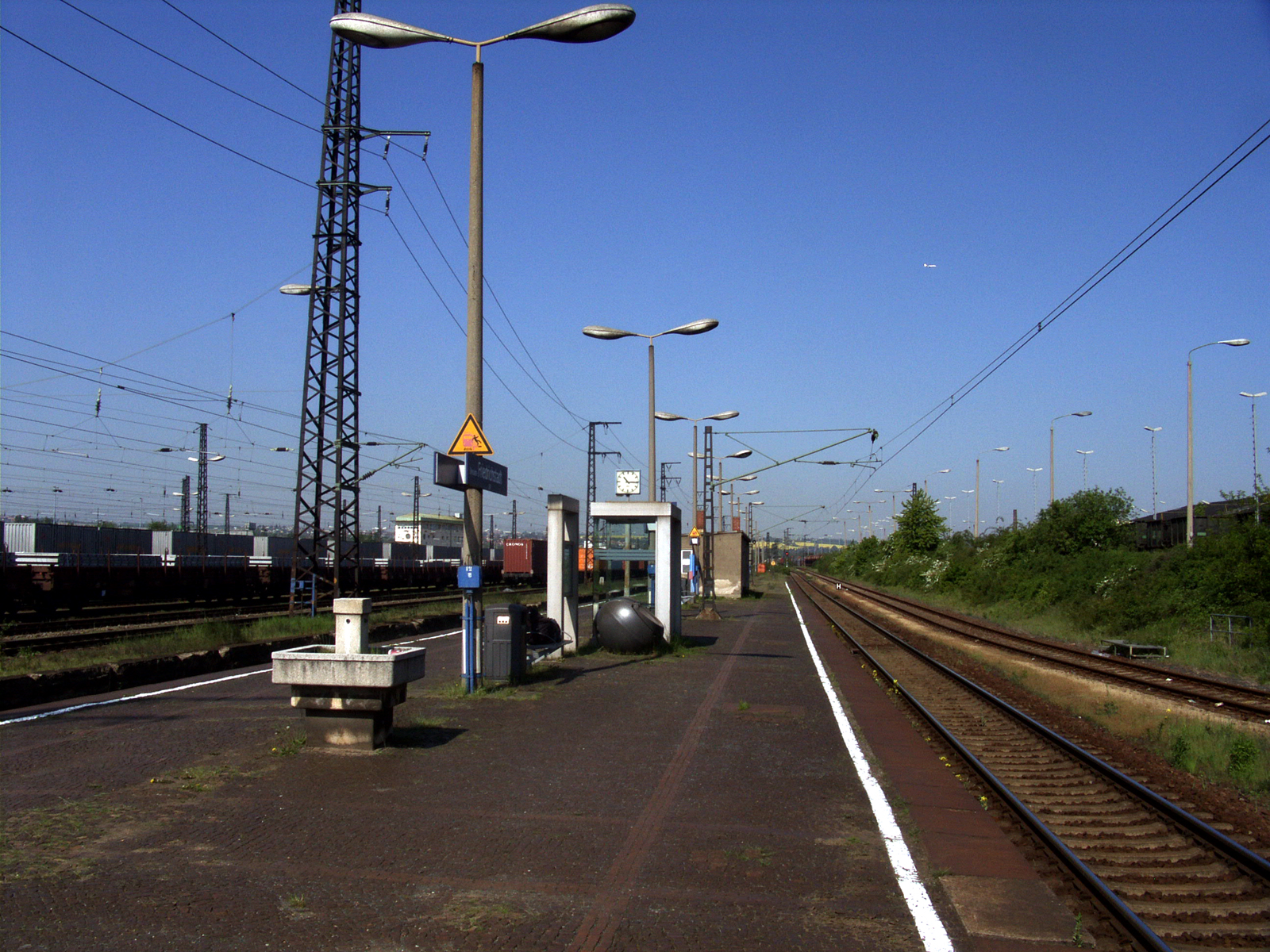
ベルリン駅（ドレスデン）の跡地はヤードになった

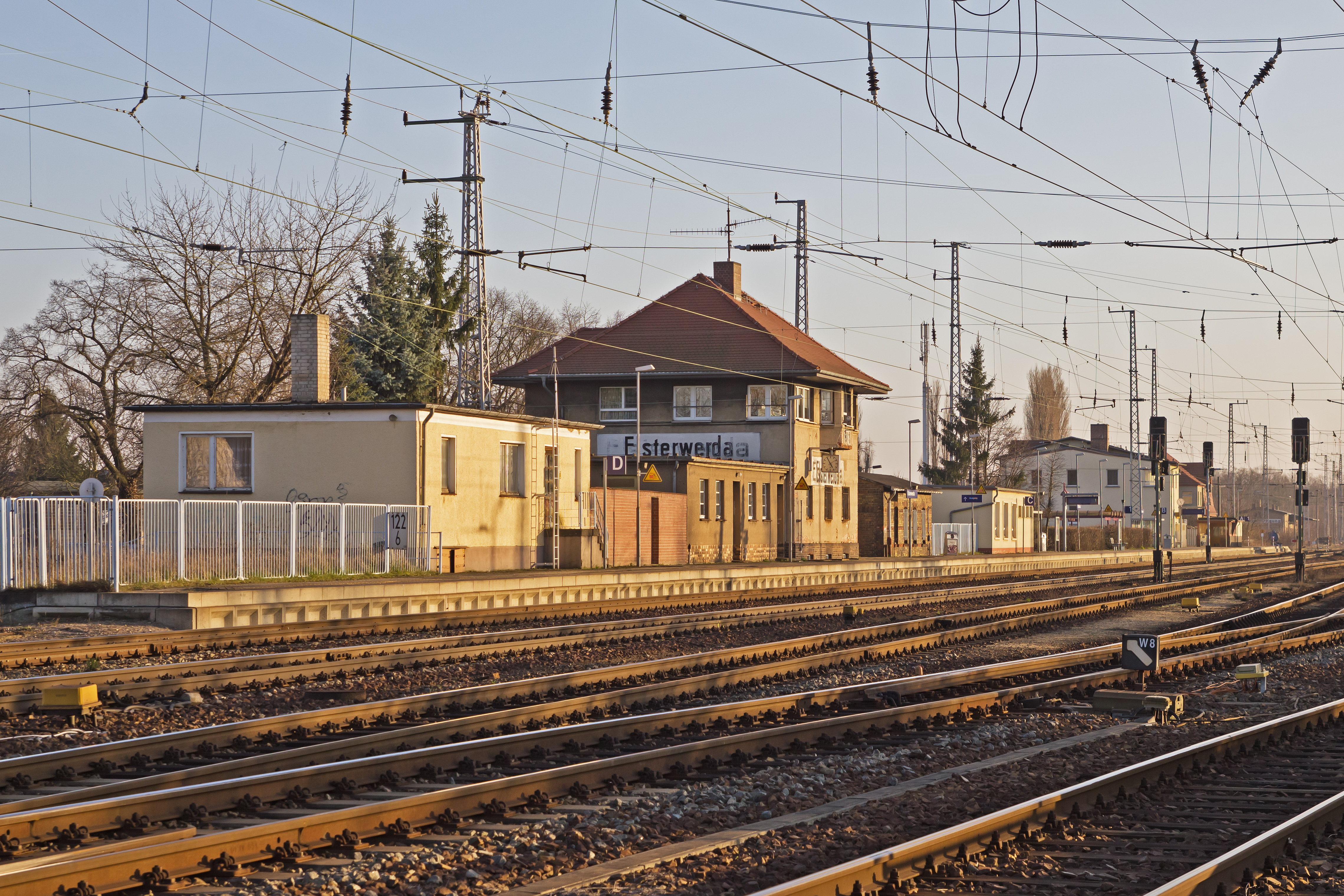
エルスターヴェルダ駅

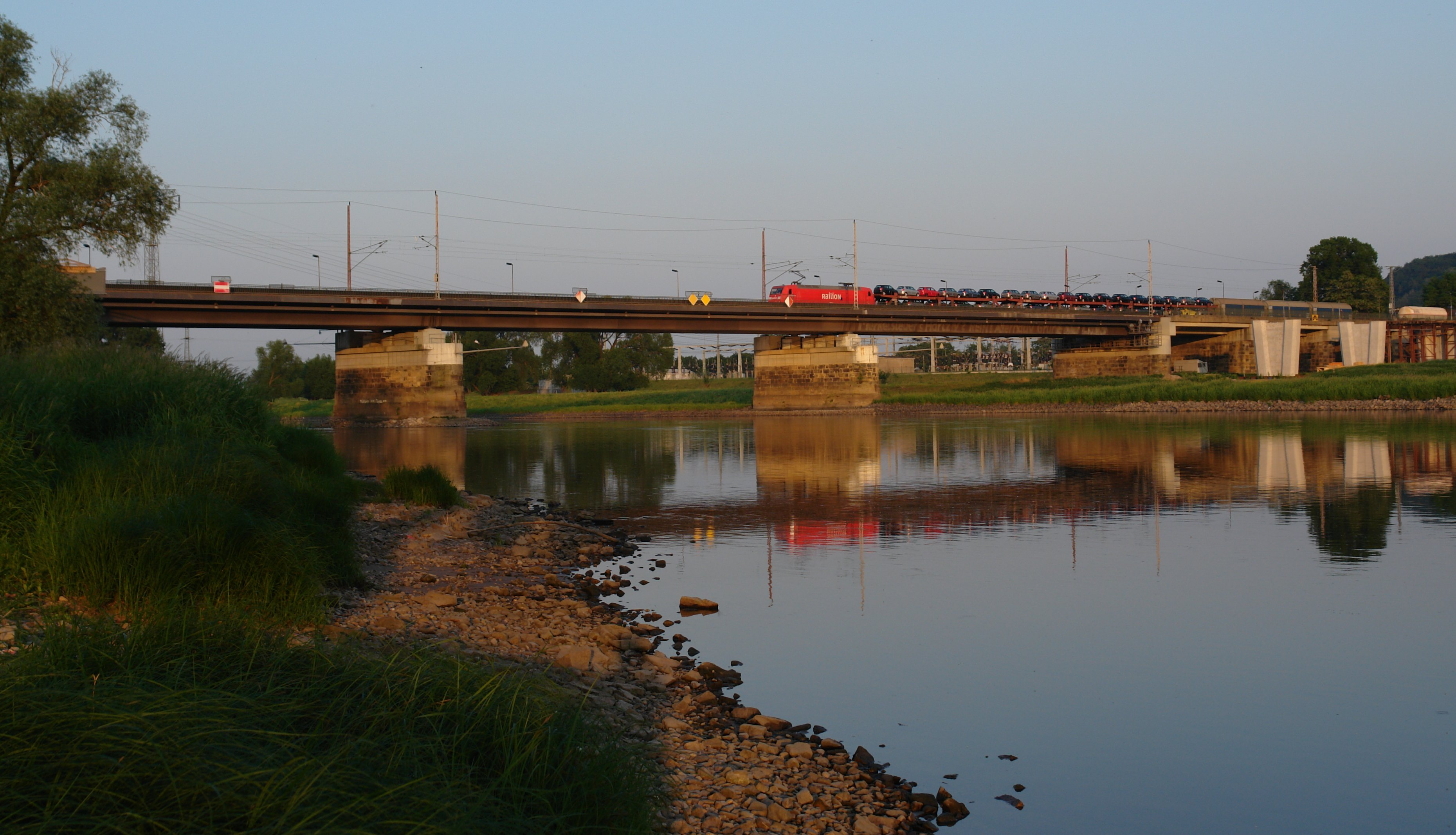
エルベ川に架かる鉄橋

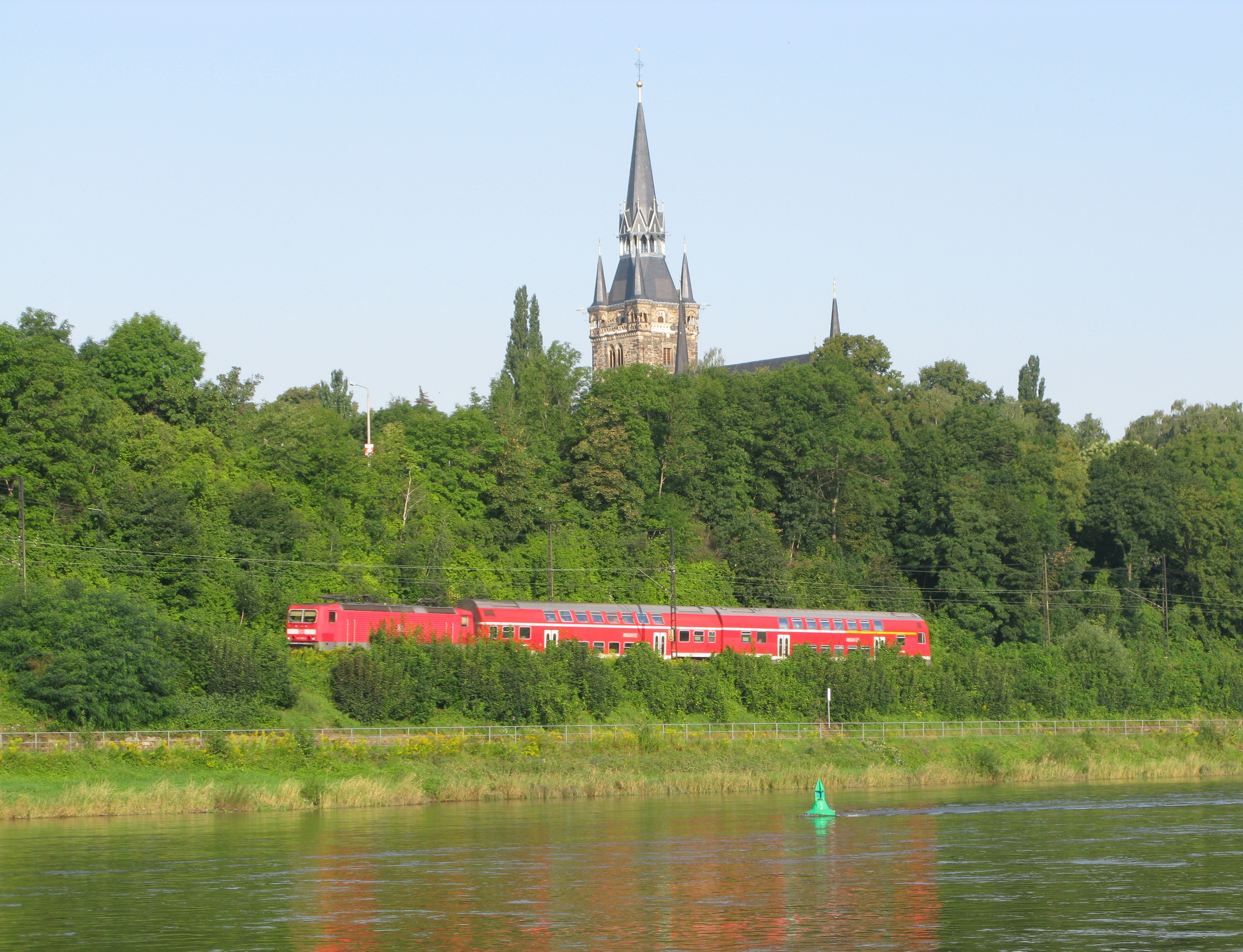
ドレスデン付近を走行するレギオナルバーン

両端のベルリンとドレスデンにはターミナル駅が建設されたが、いずれも短期間で使われなくなった。ベルリン側のドレスデン駅（現在のベルリンUバーン1号線グライスドライエック駅付近）は1882年に旅客営業を停止し、少し北側のアンハルター駅がターミナルとなった。その後、ドレスデン側のベルリン駅も廃止され、代わりにドレスデン＝フリードリヒシュタット駅が1894年に建設され、貨物および地域輸送に用いられている。それ以来、長距離列車はライプツィヒ–ドレスデン線のラーデボイル＝ツィツェヴィヒ駅およびドレスデン=ノイシュタット駅を経由するルートでドレスデン中央駅に向かうようになった。その一方、ライプツィヒ方面との間の貨物列車はラーデボイル＝ナウンドルフ駅からフリードリヒシュタット駅へ向かう旧来のルートを用いる。
1875年から第一次世界大戦まではベルリンからツォッセンにかけて王立プロイセン軍事鉄道が並行して存在していたが、1919年に廃止された。この軍事鉄道では1901年から1904年にかけて電気機関車および電車による高速化の試験が行われ、最高210.8km/hでの走行を達成した。1905年のテルトー運河の建設により、Sバーンのマリーエンドルフ駅（現在のアッティラシュトラーセ駅）南方には新しい鉄橋が建設された。
1936年にはベルリン - ドレスデン間を100分で結ぶヘンシェル・ヴェーグマン・ツーク号の運行が開始された。
ベルリンの近郊区間は1939年から1940年にかけて電化された。1939年5月15日にはプリースターヴェーク - マーロー間でベルリンSバーンの運行が開始され、翌1940年10月6日にはラングスドルフ駅まで運行区間が延伸された。Sバーンの線路は長距離列車や貨物列車との共用であったため、1930年代末には両者を分離するために複々線化する工事が開始された。しかしながら、第二次世界大戦開戦の影響もあり完成することはなかった。 また、大戦最末期の1945年4月にはベルリン市街戦の影響によりSバーンの運行は不可能になった。

### 東ドイツ時代
戦争末期に線路は連合国の攻撃により破壊された。さらに、テルトー運河に架かっていた橋梁はドイツ軍により爆破された。複線の線路はソビエト連邦への賠償のために橋梁部を除いて大部分が単線化された。1945年8月から10月にかけて運行が再開された。マリーエンドルフ - マリーエンフェルデ間はSバーンと長距離列車・貨物列車が複線を共有する形での運行、 ラングスドルフ - ヴュンスドルフ間はSバーンに接続する蒸気機関車による郊外列車でSバーンと接続する形になった。
ドイツとベルリンの分断はベルリン-ドレスデン線にも大きな影響を与えた。1951年にはベルリン外環状線が建設され、ドレスデン方面への長距離列車が西ベルリンを回避するルートとして用いられるようになった。西ベルリンの領内にあったターミナル駅はアンハルター駅を含めて1952年5月18日に閉鎖された。これに伴い地域輸送には東ベルリンに属するシェーネヴァイデ駅、リヒテンベルク駅、ベルリン東駅が使用されるようになった。西ベルリンと東ドイツの境界を跨ぐ列車はラングスドルフ方面からのSバーンのみとなった。西ベルリン内部での貨物輸送はマリーエンドルフのガス工場とマリーエンフェルデのダイムラーの工場が存在したことから継続された。マリーエンフェルデ駅南方に残存していた長距離列車線は部分的に廃止されるか、使用されないまま線路に雑草が生えた状態で数十年間放置された。
1961年8月13日にベルリンの壁の建設が開始されると、西ベルリンと東ドイツの境界を跨ぐリヒテンラーデ - マーロー間は廃止された。Sバーンはマーロー - ラングスドルフ間のみのシャトル運行になったが、結局長続きすることなく同年10月9日に運行が休止された。ヴュンスドルフ駅からの通勤列車はシェーネフェルト空港駅へ向かうようになった。1962年からは東ベルリン方面へのSバーンの運行が開始された。1963年5月26日には外環状線と接続するマーロー - ブランケンフェルデ間でVT2.09型レールバス（"piglet taxi"の名で親しまれる）が運行を開始した。
単線ゆえの線路容量の不足と劣悪な保線状況が長期にわたり運行上の問題となった。貨物列車が高密度で運行されるのに対し、優等旅客列車は1日数往復に留まった。この状況が改善されるのは1972年の全線複線化（当時休止されていた壁前後の区間を除く）を待たなければならなかった。1960年代には既に最高速度を160km/hに引き上げる動きは存在した。バールート（マルク）駅 -  ブレーニッツ=ゾンネヴァルデ駅間の各駅のプラットホームは高速運転に対応できるように外側に移設された。しかしながら、様々な事情により120km/hでの運行に留まった。
ドレスデン＝フリードリヒシュタット - ラーデボイル＝ナウンドルフ駅間は1969年9月28日に電化された。ベルリン外環状線に直通する残りの区間は1979年から1983年にかけて電化された。西ベルリン区間の（マリーエンフェルデ - リヒテンラーデ）のSバーンは1980年9月のストライキにより運行が休止されたが、1988年に単線ながらも修復された。
また、国内列車の他にチェコスロバキア、ハンガリー、ルーマニア、オーストリアへの国際優等列車も高密度で運行された。地域輸送についてはシェーネフェルト - ヴュンスドルフ間は毎時1本の運行が基本であり、一部列車はバールート/マルクまで運行された。しかしながら、バールート/マルク - エルスターヴェルダ間は長年にわたり普通列車は1日4往復のみであった。エルスターヴェルダ - ドレスデン間についてはもう少し多めの列車が運行されていた。

### 東西統一後
ベルリンの壁崩壊後、Sバーンの単線区間（リヒテンラーデ - マーロー）が再建され、1992年8月31日には更に一駅先のブランケンフェルデ駅まで修復された。1992年1月から軌道の大幅な改修が行われ、同年5月には最高速度は160km/hに引き上げられた。これに伴い長距離列車の所要時間は35分短縮された。

## 高速化工事
2020年までにベルリン-ドレスデン線のうち125kmの区間の最高速度が200km/hに引き上げられる予定である。工事内容は路盤改良、踏切撤去による連続立体交差化、ETCS（統一列車制御システム）の整備などである
。
また、ベルリン市内ではズュートクロイツ駅 - ブランケンフェルデ駅間のSバーンの線路に並行して長距離列車用の新線が建設される予定である。

## 列車
- 2016年12月改正[7][8][9]
- ズュートクロイツ - ブランケンフェルデ間においてEC/ICおよびREはベルリン-ハレ線およびベルリン外環状線を経由する。
- 地域輸送の場合、ベルリン - プロェーゼン東駅間はベルリン・ブランデンブルク運輸連合（Verkehrsverbund Berlin-Brandenburg, VBB）の運賃制管轄区間で[10]、フラウエンハイン - ドレスデン間の運賃制は上エルベ運輸連合（Verkehrsverbund Oberelbe, VVO）が運用する[11]。

| 系統    | ルート                                                                                               | 運行間隔 |
| ------- | --- | -------- |
| EC/IC27 | ヴェスターランド - ハンブルク - ベルリン - ドレスデン（ - プラハ - ブラチスラヴァ - ブダペスト）     | 120      |
| RE5     | ロストック / シュトラールズント - ノイシュトレーリッツ - ベルリン - エルスターヴェルダ               | 120 (60) |
| RE7     | デッサウ - バート・ベルツィヒ - ベルリン - シェーネフェルト空港 - ヴュンスドルフ＝ヴァルトシュタット | 60       |
| RB31    | エルスターヴェルダ＝ビーラ - エルスターヴェルダ - ドレスデン                                         | 120      |
| S2      | ベルナウ - フリードリヒシュトラーセ - ブランケンフェルデ                                             | 20 (10)  |